# Ловна хижа Търсава
Ловна резиденция „Търсава“ се намира в Западна Стара планина (под връх Мургаш) в землището на село Ябланица, община Своге.
Изключителните географски особености на района го определят сред най-добрите места в България за ловен и екотуризъм. Там се намира ловна резиденция „Търсава“. Разположена е на площ от около 5000 хектара. Собственост на резиденцията са и 2 езера, подходящи за риболов.
До ловната резиденция води път, нормално проходим през цялата година. Сградата е построена като ловна резиденция на Тодор Живков в периода 1979 – 1980 г.